# Guy Fawkes
Guy Fawkes, spanyol nyelven Guido Fawkes néven is említik (York, 1570. április 13. – London, Westminster-palota, 1606. január 31.) angol katona, római katolikus összeesküvő, akinek karaktere, mint az igazság bajnoka tűnt fel rajzfilmekben és filmes feldolgozásokban is. Annak az angol katolikus összeesküvő-csoportnak a tagja, akik 1605-ben kitervelték a lőporos összeesküvés néven ismert merényletkísérletet, amelyet I. Jakab angol király intézkedései váltottak ki, aki visszaállította a római katolikus egyház híveit sújtó intézkedéseket és 1604 februárjában kilátásba helyezte a katolikus klérus elüldözését is.
Fawkes York városában született és nevelkedett. Csak nyolcéves volt, amikor apja meghalt, és anyja hozzáment egy katolikus vallású emberhez. Fawkes később áttért a római katolikus vallásra, majd Európába utazott, ahol a spanyolok oldalán harcolt a nyolcvanéves háború alatt a protestáns németalföldi felkelők ellen. Ezt követően Spanyolországba utazott, ahol egy angliai katolikus felkelés számára próbált segítséget szerezni, de kudarcot vallott. Spanyolországban találkozott Thomas Wintourral, későbbi összeesküvő-társával, akivel együtt tértek vissza Angliába.
Wintour bemutatta Fawkes-t Robert Catesby-nek, aki merényletet tervezett I. Jakab angol király ellen, és egy katolikus uralkodót akart az angol trónra ültetni. Az összeesküvők kibéreltek egy pincehelyiséget az angol parlament felsőháza, a Lordok Háza alatt és Fawkes-t bízták meg a pincében elhelyezett puskapor felügyeletével.
Egy névtelen feljelentés nyomán a király emberei átvizsgálták a Westminster palotát, és rábukkantak a pincében a puskaport őrző Fawkesre. Elfogása után kínvallatásnak vetették alá, és néhány nap után megtört. Felségárulás vádjával fogták perbe, és rövid tárgyalás után kötél általi halálra ítélték. Az ítéletet 1606. január 31-én hajtották végre.
A többi összeesküvő részvétele ellenére Nagy-Britanniában Guy Fawkes neve forrt össze a lőporos összeesküvéssel. A merényletkísérlet meghiúsulását minden év november 5-én megünneplik (Guy Fawkes-nap), Fawkes bábuját hatalmas máglyákon égetik el, és sok helyen tűzijátékokat is szerveznek.

## Élete

### Fiatalkora

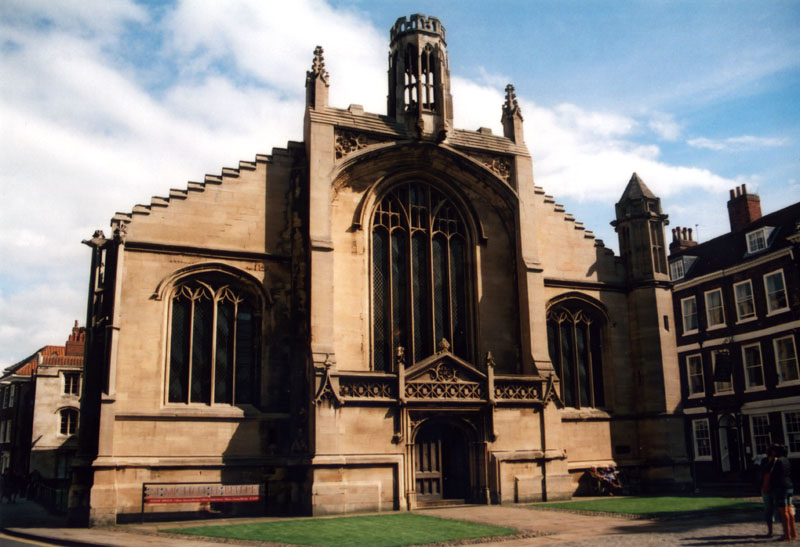
Fawkes keresztelőjét a St. Michael le Belfrey templomban tartották

Guy Fawkes 1570-ben született a York városához tartozó Stonegate településen, apja, Edward Fawkes és anyja, Edith négy gyermeke közül másodikként. Guy szülei az Anglikán Egyház hívei voltak, csakúgy mint apai nagyszülei. Nagyanyja, leánykori nevén Ellen Harrington, egy tekintélyes kereskedő lánya volt, aki 1536-ban York város polgármestere volt. Azonban anyai ágról Guy családja titokban katolikus volt, akik nem fogadták el az anglikán egyházat és megtagadták, hogy misére járjanak. Unokatestvére, Richard Cowling, jezsuita pap volt. Abban az időben a Guy keresztnév meglehetősen ritka volt Angliában, de elképzelhető, hogy Yorkban egy helyi híresség, Steetoni Sir Guy Fairfax révén gyakoribb volt.
Fawkes születési dátuma nem ismert, de 1570. április 16-án keresztelték meg a St. Michael le Belfrey templomban. Akkoriban általában 3 napot vártak a születés és a keresztelő között, ezért születését leggyakrabban április 13-ára teszik. 1568-ban anyja megszülte a házaspár első gyermekét, egy Anne névre keresztelt lánygyermeket, aki azonban mintegy hét héttel később meghalt. Guy után még két gyermekük született: Anne (szül. 1572) és Elizabeth (szül. 1575). Sorsukról annyi ismert, hogy mindketten megházasodtak (1599-ben és 1594-ben).
1579-ben Fawkes apja meghalt, Guy ekkor csak nyolc éves volt. Anyja néhány évvel később ismét férjhez ment, a katolikus vallású Dionis (vagy Denis) Baynbrigge-hez. Feltehető, hogy Fawkes a Baynbrigge család hatására került közel a római katolikus valláshoz, illetve befolyással lehettek rá a scottoni Pulleyn és Percy családok is, de elképzelhető, hogy a yorki St Peter's School iskolában folytatott tanulmányai is hatással voltak rá. Az iskola kormányzója 20 évet töltött börtönben katolikus hite miatt, míg az igazgató, John Pulleyn, egy neves helyi katolikus családból származott. Fawkes iskolatársai közé tartoztak John és Christopher Wright, későbbi összeesküvő-társai, illetve másik három személy, akikből katolikus papok lettek.
Az iskola után Fawkes Anthony Browne, Montagu első vikomtjának szolgálatában lépett, de az idős vikomt hamarosan elbocsátotta. Fawkes ekkor Anthony-Maria Browne, Montagu második vikomtjához szegődött (utóbbi nagyapja halála után, 18 évesen örökölte a címet). Bár korabeli források nem erősítik meg, de elképzelhető, hogy Fawkes ebben az időben megnősült és egy fia született.

### Katonai pályafutása
1591 októberében Fawkes eladta az apja után örökölt birtokot, amely Clifton-ban volt, majd ekkor Európába utazott, hogy részt vegyen a nyolcvanéves háborúban a spanyolok oldalán. Bár Anglia ekkor nem vett részt szárazföldi hadműveletekben a Spanyol Királyság ellen, a két ország - a spanyol armada 1588-as támadása után - még mindig háborúban állt egymással. Fawkes Sir William Stanley-hez, egy ötvenes éveiben járó, katolikus angol parancsnokhoz csatlakozott, aki Írországban toborzott hadsereget Robert Dudley, Leicester első grófjának hadjáratához, de 1587-ben átállt a spanyolokhoz. Fawkes a spanyol szolgálatban az alférez (altiszti) rangig jutott és részt vett Calais 1596-os ostromában is. 1603-ban szolgálataiért kapitányi rangra jelölték. Még ugyanebben az évben Spanyolországba utazott, hogy segítséget toborozzon egy angliai katolikus felkeléshez. Az utazás során neve olaszos változatát, a Guidót használta. Bár I. Jakab angol királyt eretneknek nevezte és arról írt, hogy Anglia és Skócia nem maradhat sokáig együtt, Fawkes az udvarias fogadtatás ellenére semmilyen érdemleges segítséget nem kapott III. Fülöp spanyol királytól.

## A lőporos összeesküvés

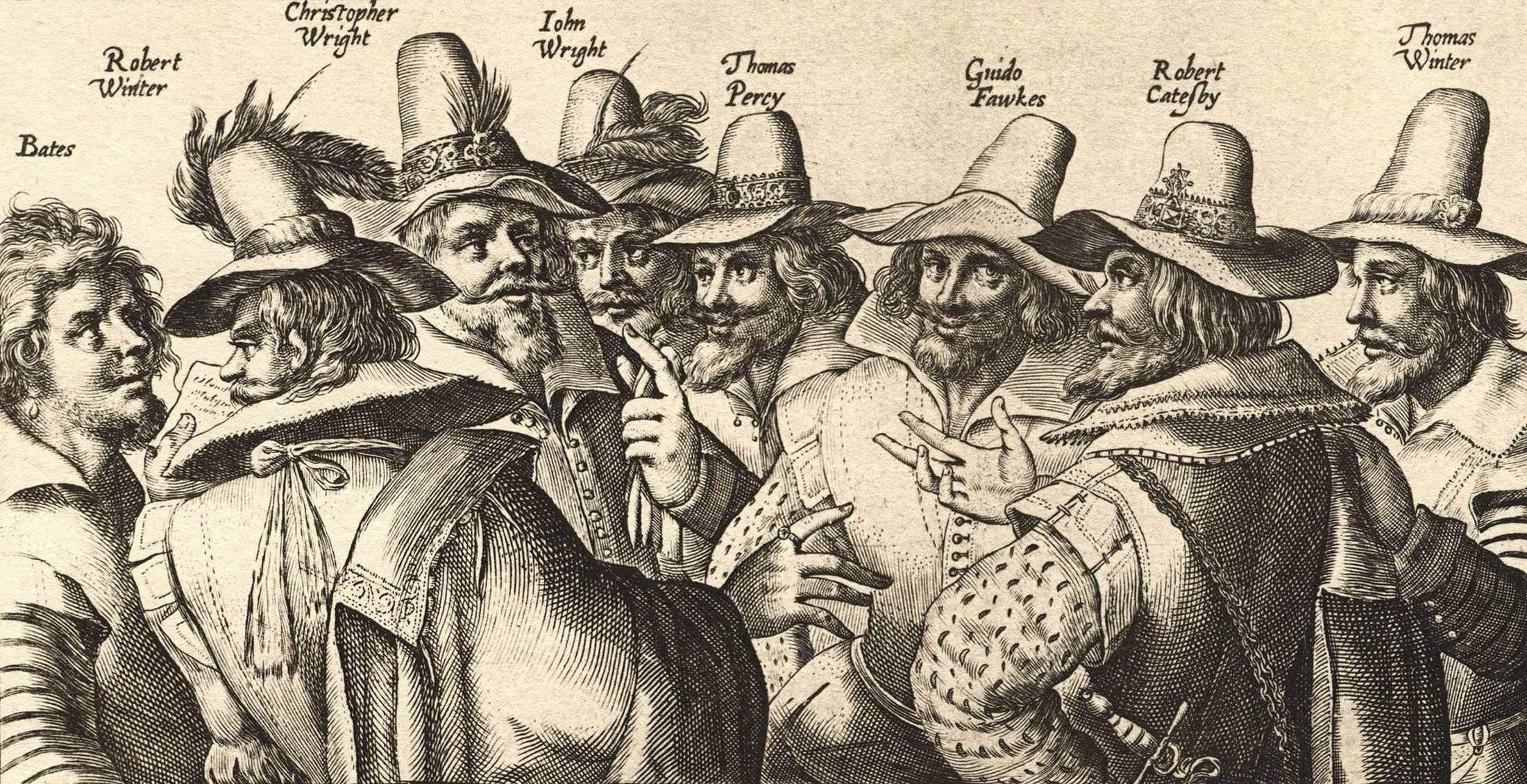
Az összeesküvés résztvevőinek korabeli ábrázolása egy metszeten: Fawkes jobbról a harmadik

1604-ben Fawkes kapcsolatba került a Robert Catesby által vezetett angol katolikusok csoportjával, akik I. Jakab - protestáns - királyt akarták meggyilkolni és a tervek szerint lányát, Erzsébet hercegnőt ültették volna a trónra. A volt iskolatárs, jezsuita pap Oswald Tesimond leírása szerint Fawkes kellemes megjelenésű és vidám természetű volt, tartózkodott a vitáktól és a viszályoktól (…) hű volt barátaihoz. Tesimond szerint Fawkes kiválóan értett a hadi dolgokhoz és a vallásos áhítatával átitatott hozzáértése volt az, ami leginkább lenyűgözte társait. Egy modern történész szerint Fawkes „magas, erőteljes ember volt, sűrű vörösesbarna hajjal, a korabeli divatnak megfelelő hosszú bajusszal, és bozontos vörösesbarna szakállal”, illetve, hogy „a tettek embere volt (…) egyaránt képes volt intelligens vitára és fizikai kitartásra, ellenfeleinek jókora meglepetést okozva.”
Az összeesküvők öt vezérének első találkozására 1604. május 20-án, vasárnap került sor a Duck and Drake nevű fogadóban, London Strand nevű részén. Egy korábbi találkozón Catesby már javasolta Thomas Wintournak és John Wrightnak, hogy öljék meg a királyt és kormányát a Parlament Házának lőporos felrobbantásával. Wintour, aki kezdetben ellenezte a tervet, ekkor Catesby rábeszélésére a kontinensre utazott, hogy segítséget keressen a terv végrehajtásához. Ott Wintour találkozott a Kasztília Kormányzója címet viselő, száműzött walesi Hugh Owennel és Sir William Stanleyvel, akik azt állították, hogy Spanyolország semmi segítséget nem nyújt Catesbynek. Owen azonban ekkor mutatta be egymásnak Fawkest és Wintourt, mivel előbbi már hosszú évek óta távol volt Angliától és kevesen ismerték (és bíztak benne). Wintour és Fawkes egykorúak voltak, mindkettő harcolni akart és mindketten tisztában voltak azzal, hogy a spanyoloktól semmilyen segítséget nem remélhetnek. Wintour ekkor beavatta Fawkest tervükbe, hogy „valamit teszünk Angliában, ha a spanyolokkal kötött béke nem lesz segítségünkre” és a két férfi 1604 áprilisában visszatért Angliába. Wintour jelentése nem lepte meg Catesbyt, aki korábban attól tartott, hogy a spanyoloktól kapott ígéreteket „a tettek nem követik”.
Az összeesküvők egyike, Thomas Percy 1604 júniusában beférkőzött a király ruhatárosának, John Whynniardnak a házába. Fawkes is állást kapott, mint gondnok és John Johnson álnéven Percy szolgálójának adta ki magát. A vád korabeli feljegyzései alapján, amit Thomas Wintour vallomása alapján állítottak össze, az összeesküvők egy alagutat akartak ásni Whynniard házától a Parlament épületéig. Ez a vádpont azonban elképzelhető, hogy csak a vád kitalációja volt, mivel a tárgyalás alatt semmilyen bizonyítékot nem mutattak be az alagút létezésére vonatkozóan, annak semmilyen nyomát nem találták meg és Fawkes maga nem vallotta be az alagút létezését, amíg ötször meg nem kínozták (és még akkor sem tudta megmondani, hogy hol lehet az alagút). Amennyiben ez mégis így történt, akkor 1604 decemberében az összeesküvők szorgalmasan ásták az alagutat, amikor egyszer csak nagy zajt hallottak a fejük felől. Fawkest küldték fel, hogy utánajárjon és jelentette, hogy a fejük felett található pincehelyiséget a bérlő özvegye kiürítette. A helyiség pontosan a Lordok Háza alatt helyezkedett el.
Az összeesküvők ekkor megszerezték a helyiség bérleti jogát (ami szintén John Whynniardé volt). A használaton kívüli, mocskos pince ideálisnak tűnt a lőporoshordók elrejtéséhez Fawkes szerint 20 hordó lőport vittek oda az első alkalommal, majd további 16 hordót július 20-án. A július 28-ára tervezett parlamenti nyitónapot azonban a járványveszély miatt november 5-ére halasztották.

### Fawkes szerepe
1605 májusában Fawkes ismét a kontinensre utazott, hogy támogatókat próbáljon szerezni az összeesküvéshez. Fawkes ekkor avatta be az összeesküvők terveibe Hugh Owent is. Valamikor az út során Fawkes neve felkeltette Robert Cecil, Salisbury első lordjának alkalmazásában álló kémek egyikének figyelmét. Elképzelhető, hogy egy bizonyos William Turner kapitány volt, aki feljelentette Fawkest. Turner általában inváziókról szóló, semmitmondó jelentéseket küldött Salisburynek és semmi konkrétat nem tudott meg a lőporos összeesküvésről. Április 21-én azt jelentette, hogy Fawkest, egy jól ismert „flamand zsoldost”, Tesimond vitte át Angliába, ahol bemutatják „Mr Catesby”-nek és „a nemesség tiszteletreméltó barátainak és másoknak, akik lovakat és fegyvereket tartanak készenlétben”. Turner jelentése azonban nem tartalmazta Fawkes álnevét, a John Johnsont, és nem is érte el Lord Salisburyt egészen november végéig, amikor a tervet már régen felfedezték.
Nem lehet biztosan tudni, hogy Fawkes mikor tért vissza Angliába, de 1605 augusztusában már ott volt, amikor ő és Wintour felfedezték, hogy a pincében tárolt lőpor romlásnak indult. Még több lőport hoztak ezért a pincébe és a hordókat tűzifával próbálták álcázni. Az október során tartott gyűléseken határozták meg Fawkes szerepét az összeesküvésben: neki kellett meggyújtani a hordók kanócát, majd elmenekülni a Temzén keresztül. Ezzel egyidőben felkelés tört volna ki Angliában és az összeesküvők terveket szőttek Erzsébet hercegnő elfogására is. Mivel a királygyilkosság főbenjáró és szégyenletes bűnnek számított, Fawkesnak a kontinensre kellett volna menekülnie, ahol a katolikus uralkodóknál keresett volna menedéket.

### Leleplezés

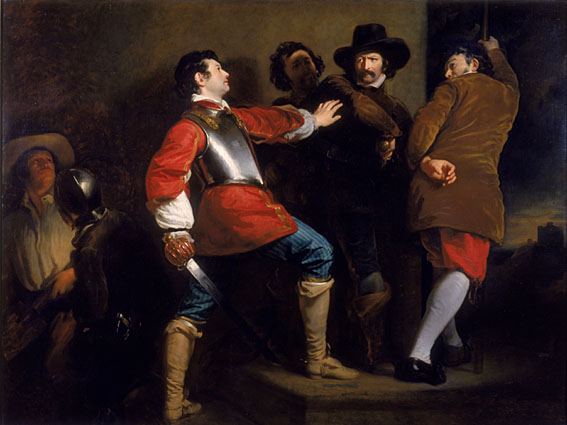
A lőporos összeesküvés felfedezése (1823 körül), Henry Perronet Briggs festménye

Az összeesküvő-csoport néhány tagját aggasztották a Parlamentben ülő katolikus urak, akik természetesen jelen lettek volna a Parlament nyitóünnepségén és a robbanás következtében veszélybe került volna az életük. Október 26-án este William Parker, Monteagle 4. bárója egy névtelen levelet kapott, amely arra figyelmeztette, hogy maradjon távol és vonuljon vissza a birtokára, ahol biztonságban várhatja ki az esemény (…) mert ez a parlament egy rettenetes csapást fog szenvedni.
Bár az összeesküvőket aránylag gyorsan értesítették a levélről Monteagle szolgálói, azok mégis úgy döntöttek, hogy nem állnak el a terv végrehajtásáról, mivel mindenki hamisítványnak gondolta a levelet. Fawkes október 30-án még egyszer ellenőrizte a pincét és mindent rendben lévőnek talált. Monteagle gyanúját azonban felkeltette a levél és megmutatta I. Jakabnak is. A király ekkor megparancsolta Thomas Knyvet-nek, hogy kutassák át a Parlament alatt található pincéket, amit meg is kezdtek november 5-én hajnalban. Fawkes már előző este elfoglalta helyét a pincében egy kanóccal és egy órával, amit Percy adott neki, hogy „tudja az idő múlását követni”. Nem sokkal éjfél után rajtakapták, hogy elhagyta a pincét és azonnal letartóztatták. A pincében pedig tűzifa és szénhalmok mögé rejtve megtalálták a lőporos hordókat.

### Vallatás
Letartóztatása után Fawkes a John Johnson nevet adta meg és a királyi titkos tanács tagjai vallatták ki elsőként, ahol Fawkes dacosan viselkedett. Amikor az egyik tanácsos azt kérdezte tőle, hogy mit akart olyan sok lőporral, Fawkes azt válaszolta, hogy „felrobbantsalak titeket, skót koldusokat, vissza a hegyeitekbe!”. Saját magáról azt állította, hogy egy 36 éves katolikus Netherdale-ből, Yorkshire-ből, apja neve Thomas, anyja pedig Edith Jackson. Fawkes lényegében bevallotta, hogy fel akarta robbantani a Lordok Házát és sajnálkozását fejezte ki amiatt, hogy kudarcot vallott. Rendíthetetlen magatartása magának a királynak a csodálatát is kiváltotta, aki később méltatta Fawkes „rómaiakhoz méltó elhatározását.”

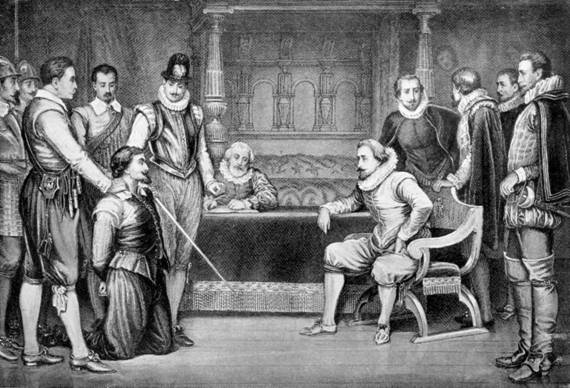
I. Jakab kihallgatja Fawkest.

I. Jakab csodálata azonban nem akadályozta meg, hogy november 6-án parancsot adjon „John Johnson” kínvallatására, hogy felfedjék a többi összeesküvő nevét Utasítást adott arra, hogy a kínzás kezdetben csak enyhe legyen, majd később fájdalmasabb, egészen a kínpadig. Fawkest ekkor átvitték a Tower tömlöcébe. A király személyesen állította össze a kérdések listáját, amelyekre választ várt Fawkestól, többek között: „kicsoda ő?, mert egyetlen emberről sincs tudomásom, aki ismerné.”, „Mikor és hol tanult meg franciául?”, és „Ha pápista volt, ki nevelte annak?” A Towernek a szobája, ahol Fawkest vallatták, később a Guy Fawkes Room nevet viselte.

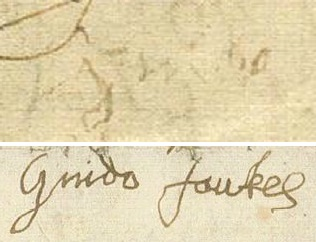
Felül: Fawkes aláírása közvetlenül a kínvallatás után, egy alig kivehető Guido. Alul: Fawkes aláírása később, kivégzése előtt

Sir William Wade, a Tower parancsnoka felügyelte Fawkes kínvallatását és jegyezte fel vallomását. Amikor átkutatta a foglyot, akkor megtaláltak nála egy, Guy Fawkesnak címzett levelet. Azonban Wade legnagyobb meglepetésére a fogoly néma maradt és a kínzás ellenére sem akarta felfedni társai nevét. November 6-án Fawkes nyugodtan tudott még pihenni annak ellenére, hogy Wade figyelmeztette: addig fogja kínozni, amíg „az összes benső és társai titkát ki nem szedem belőle”. Azonban a következő napon Fawkes mégis megtört.
Az egyik megfigyelő, Sir Edward Hoby feljegyezte, hogy „mióta Johnson a Towerbe került, egyszeribe megtanult angolul”. Fawkes november 7-én felfedte személyazonosságát, majd bevallotta, hogy öt ember vett részt a király élete ellen szőtt összeesküvésben. November 8-án már neveket is megadott és bevallotta, hogy az összeesküvők Erzsébet hercegnőt szándékoztak a trónra ültetni apja helyett. November 9-én terhelő vallomást tett Francis Treshamre nézve, akiről feltételezik, hogy a Monteagle-nek írt figyelmeztető levél szerzője volt. 1571 óta az volt a szokás, hogy a foglyoknak alá kellett írni vallomásukat. Fawkes aláírása a vallomás eredeti példányán alig több egy kis macskakaparásnál, ami a kínvallatás szörnyű következményeiről tanúskodik.

### Tárgyalás és kivégzés
A lőporos összeesküvés nyolc tagjának tárgyalása 1606. január 27-én kezdődött. Fawkest hét társával együtt bárkával vitték a Towerből a Westminster Hallba. Ott egy, erre az alkalomra felépített emelvényre vezették őket, ahol a vád képviselői felolvasták a vádpontokat. A király és családja titokban figyelték az eseményeket. Fawkes ártatlannak vallotta magát annak ellenére, hogy elfogása után közvetlenül beismerte szándékát.

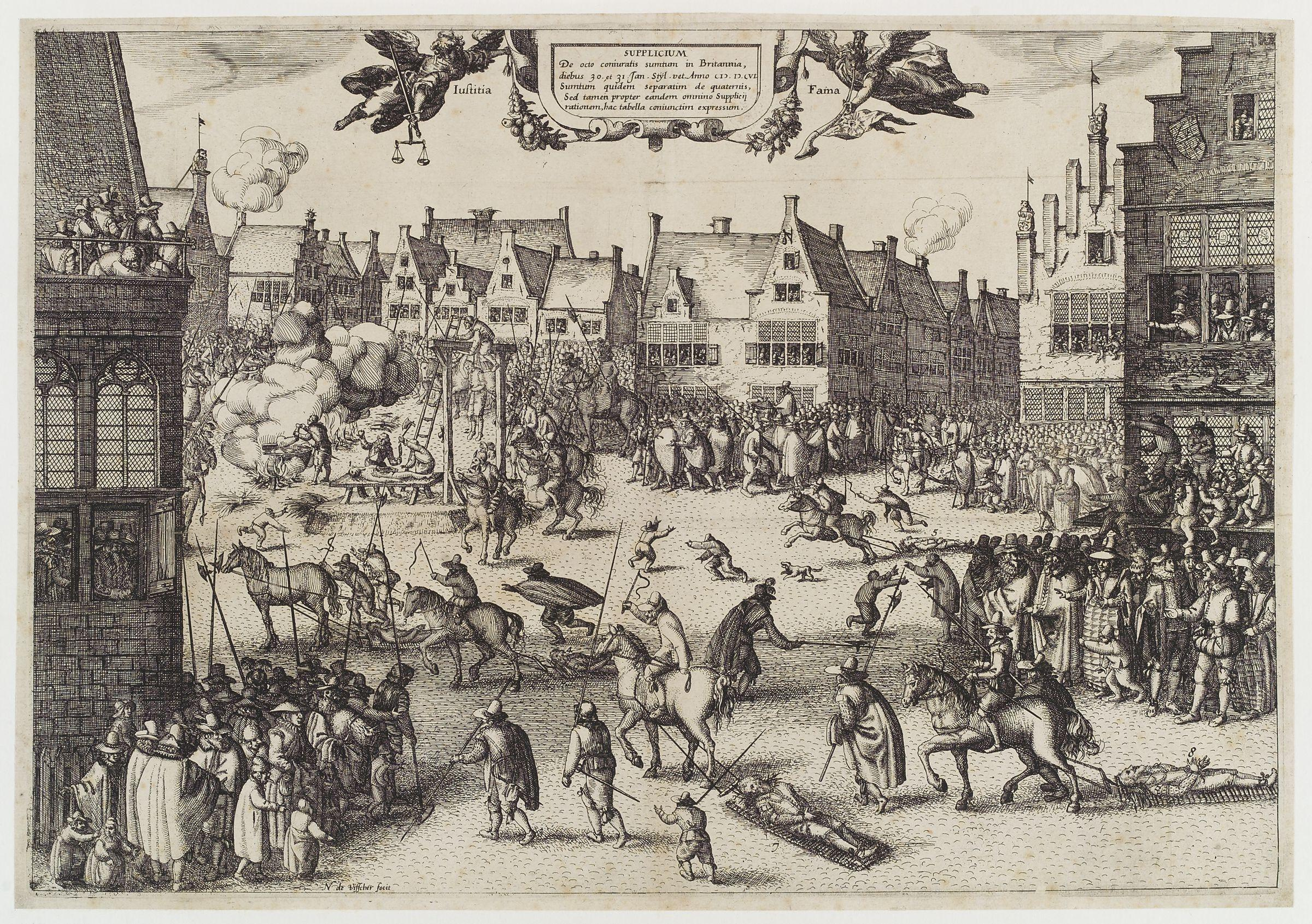
Egy 1606-os, Fawkes kivégzését ábrázoló metszet

A tárgyalás kimenetele ennek ellenére nem is lehetett kétséges. Az esküdtszék az összes vádlottat bűnösnek találta és Lord Chief Justice of England and Wales John Popham (az angol igazságszolgáltatási rendszer első számú bírója) mindegyiküket elmarasztalta felségárulás bűntettében. Sir Edward Coke főügyész a büntetésről szólva kijelentette, hogy ló után fogják őket kötni, nemi szerveiket levágják és szemük láttára elégetik, kivágják a szívüket és kibelezik őket, majd végül lefejezik, felnégyelik és kiállítják a darabokat, hogy a madarak egyék meg maradványaikat. Fawkes és Tresham vallomását a spanyol támogatásról felolvasták a bíróság előtt, valamint a bíróság meghallgatta az összes vádlott beismerő vallomását is. A vád utolsó bizonyítéka Fawkes és Wintour egy beszélgetése volt, akiket szomszédos cellákban tartottak fogva. Bár azt hitték, hogy egyedül vannak, beszélgetésüket egy kém kihallgatta.
Január 31-én került sor Fawkes és három társának  – Thomas Wintour, Ambrose Rookwood és Robert Keyes – kivégzésére: a Towerből a Westminster palota egyik udvarára hurcolták őket. Fawkesnak végig kellett nézni, ahogy társait felakasztották, majd felnégyelték. Amikor rákerült a sor, a király kegyelméért könyörgött, majd a hóhér segítségével elkezdett felkapaszkodni az állványra. Bár a kínvallatás következményeként elég gyenge volt még, az állvány tetejéről a mélybe vetette magát és kitörte a nyakát. Halálával elkerülte a kivégzés kínjait, de holttestét így is felnégyelték, és a korabeli szokásnak megfelelően az ország négy városában állították ki, hogy elrettentő például szolgáljanak.

## Öröksége

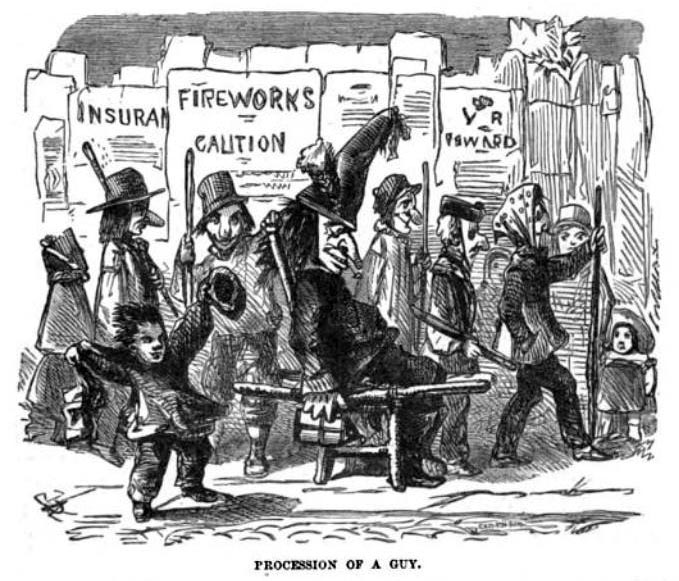
Guy menete – gyerekek megégetik a Fawkest ábrázoló bábut (1864)

Még az összeesküvés leleplezésének napján, november 5-én London lakosait arra biztatták, hogy gyújtsanak örömtüzeket annak örömére, hogy a király megmenekült a merénylettől. A merényletkísérlet után a londoni udvar hajtóvadászatot indított a katolikus egyház ellen, melynek során sok ártatlan ember is áldozatul esett megtorlásnak. Egy későbbi törvény minden év november 5-ére hálaadást írt elő, és ez egészen 1859-ig maradt hatályban.
Nagy-Britanniában a mai napig november 5-ét Guy Fawkes Night-nak, Guy Fawkes Daynek, Összeesküvés Éjnek vagy Örömtüzek Éjszakájának hívják, utóbbi közvetlenül az 1605. november 5-én gyújtott tüzekre utal. Az örömtüzek mellett az 1650-es évektől kezdve egyre több helyen tartottak tűzijátékokat. Később elterjedt, hogy ezen az éjszakán elégettek egy bábut is.
William Harrison Ainsworth 1841-es történelmi regénye, a Guy Fawkes; or, The Gunpowder Treason, általában szimpatikus alakként ábrázolta Fawkest, és a közvélemény szemében árulóból egy „elfogadható fiktív karakterré” változtatta át. Fawkes ezt követően lényegében modern akcióhős korabeli megfelelőjeként tűnt fel számos gyermekkönyvben és olcsó regényekben (ilyen címekkel, mint a The Boyhood Days of Guy Fawkes, vagy The Conspirators of Old London). Fawkest időnként úgy is emlegetik, mint „az egyetlen embert, aki tisztességes szándékkal lépett be a Parlament épületébe”.
A Guy Fawkes hegyes szakállas maszkja napjainkban is hódít „Anonymous-maszkként” kapott nagy ismertséget. A V mint Vérbosszú képregényben szerepelt elsőnek, ami 1982 márciusában jelent meg a Warrior című havilapban, készítője Alan Moore képregényíró. Ezt követte 2005-ben a V mint vérbosszú című film, mely által vált igazán népszerűvé. Egyes tüntetéseken pedig, mint az elnyomás elleni fellépés jelképe jelenik meg és például az Anonymous hackercsoport is ezt a jelképet használja.

## Fordítás
- Ez a szócikk részben vagy egészben  a   Guy Fawkes című angol Wikipédia-szócikk fordításán alapul.  Az eredeti cikk szerkesztőit annak laptörténete sorolja fel. Ez a jelzés csupán a megfogalmazás eredetét és a szerzői jogokat jelzi, nem szolgál a cikkben szereplő információk forrásmegjelöléseként.

## További Információk

### Bibliográfia
- ↑ Allen:  Allen, Kenneth. The Story of Gunpowder. Wayland (1973). ISBN 978-0-85340-188-9
- ↑ Bengsten: Bengsten, Fiona. Sir William Waad, Lieutenant of the Tower, and the Gunpowder Plot, illustrated, Trafford Publishing (2005). ISBN 1-4120-5541-5
- ↑ Fox; Woolf:  Adam, Fox, Daniel R, Woolf. The spoken word: oral culture in Britain, 1500–1850. Manchester, England: Manchester University Press (2002). ISBN 0-7190-5747-7
- ↑ Fraser:  Fraser, Antonia. The Gunpowder Plot. Phoenix [1996] (2005). ISBN 0-7538-1401-3
- ↑ Haynes:  Haynes, Alan. The Gunpowder Plot: Faith in Rebellion. Hayes and Sutton [1994] (2005). ISBN 0-7509-4215-0
- ↑ Northcote Parkinson: Northcote Parkinson, C.. Gunpowder Treason and Plot. Weidenfeld and Nicolson (1976). ISBN 0-297-77224-4
- ↑ Sharpe:  Sharpe, J. A.. Remember, Remember: A Cultural History of Guy Fawkes Day, illustrated, Harvard University Press (2005). ISBN 0-674-01935-0
- Thompson, Irene. The A to Z of Punishment and Torture: From Amputations to Zero Tolerance. Book Guild Publishing (2008). ISBN 978-1-84624-203-8
- ↑ Younghusband: Younghusband, George. A Short History of the Tower of London. Boucher Press (2008). ISBN 978-1-4437-0485-4

### Online információk
- Hogyan ejtsd ki Guy Fawkes nevét?. forvo.com. (Hozzáférés: 2022. március 9.)
- Guy Fawkes és az összeesküvés története a BBC History oldalán (angolul)
- Fawkes beismerő vallomása aláírásával
- Mi történt volna, ha sikeres lett volna az összeesküvés? (a BBC History elemzése)
- The Enduring Memory of the Gunpowder Plot (elemzés arról, hogy miért maradt meg ennyire a britek emlékezetében az összeesküvés)